# ایشتوان کوزما
ایشتوان کوزما (مجاری: Kozma István؛ زادهٔ ۳ دسامبر ۱۹۶۴) بازیکن فوتبال اهل مجارستان است.
از باشگاه‌هایی که در آن بازی کرده‌است می‌توان به باشگاه فوتبال لیورپول، باشگاه فوتبال ویدتون، باشگاه فوتبال آپوئل، باشگاه فوتبال بوردو، تیم ملی فوتبال مجارستان، و باشگاه فوتبال آپوئل اشاره کرد.
وی همچنین در تیم‌های ملی فوتبال لیگ اسکاتلند XI بازی کرده‌است.